# تيد ماهر
تيد ماهر (بالإنجليزية: Ted Maher)‏ هو سياسي أسترالي، ولد في 8 يونيو 1891 في أستراليا، وتوفي في 31 ديسمبر 1982 في أستراليا. حزبياً، نشط في الحزب الوطني الأسترالي.

## مناصب
- انتخب Leader of the Opposition (Queensland) [الإنجليزية]‏.
- انتخب عضو المجلس التشريعي ولاية كوينزلاند عن دائرة Electoral district of West Moreton (Queensland) [الإنجليزية]‏ (11 يونيو 1932 – 27 أكتوبر 1949).
- انتخب عضو مجلس الشيوخ الأسترالي [الإنجليزية]‏ عن دائرة كوينزلاند (22 فبراير 1950 – 30 يونيو 1965).
- انتخب عضو المجلس التشريعي ولاية كوينزلاند عن دائرة Electoral district of Rosewood [الإنجليزية]‏ (11 مايو 1929 – 11 يونيو 1932).